# Борис Ванов
Борис Ванов (на английски: Boris Vanoff) e американски филмов продуцент от български произход.

## Биография
Ванов е роден в 1932 година в леринското село Баница, Гърция. Емигрира в САЩ. Заедно с брат си Ник Ванов (1929 - 1961) прави успешна кариера във филмовия бизнес, като продуцент на игрални и телевизионни филми.
Ванов умира в 2006 година.